# 清王寺町 (前橋市)
江戸時代頃からある地名であり、前橋藩領だった。
現在の若宮町一丁目、若宮町二丁目、日吉町一丁目、日吉町二丁目、日吉町三丁目、日吉町四丁目、城東町一丁目の一部にあたる。1966年（昭和41年）の住居表示の実施により、若宮町一丁目、若宮町二丁目、日吉町一丁目、日吉町二丁目、日吉町三丁目、日吉町四丁目、城東町一丁目の一部となった。

## 地理
前橋市の中部に位置していた。

## 歴史
江戸時代頃からある地名であり、前橋藩領だった。
1966年（昭和41年）の住居表示の実施に伴う町名変更により、若宮町一丁目、若宮町二丁目、日吉町一丁目、日吉町二丁目、日吉町三丁目、日吉町四丁目、城東町一丁目の各一部となり消滅した。

### 年表
- 1889年 清王寺町を含む30町11大字を合併し東群馬郡前橋町が成立したため、前橋町の町名となる。
- 1892年 東群馬郡前橋町が市制施行して前橋市となる。その際に前橋市の町名となる。
- 1910年 前橋市の大字だった清王寺が清王寺町となる。
- 1966年 住居表示の実施に伴う町名変更により、若宮町一丁目、若宮町二丁目、日吉町一丁目、日吉町二丁目、日吉町三丁目、日吉町四丁目、城東町一丁目の各一部となって消滅。